# Kepler-1652 b
Kepler-1652 b è un pianeta extrasolare in orbita attorno alla stella binaria Kepler-1652, situata nella costellazione del Cigno, distante 822 anni luce dal sistema solare. La variazione di luminosità dovuta al transito del pianeta davanti alla stella fu registrata dal telescopio Kepler nel 2013, tuttavia la conferma della sua scoperta avvenne nel 2017. Situato nella zona abitabile della propria stella, si tratta di un pianeta roccioso con un alto indice di similarità terrestre (0,85).

## Stella madre
Kepler-1652 è una delle tante piccole nane rosse che popolano l'universo; di tipo spettrale M2V, ha una massa del 36-40% di quella del Sole, un raggio del 35% e una temperatura superficiale di circa 3500 kelvin. Non è una stella singola ma ha una compagna più debole di quasi due magnitudini anch'essa nana rossa, situata a meno di 0,2 secondi d'arco dalla principale.

## Caratteristiche
Al momento della scoperta è stato attribuito un raggio al pianeta attorno a 1,6 volte quello della Terra e una temperatura di equilibrio di 268 K. Piuttosto denso e con quel raggio il pianeta rientrerebbe nella categoria delle super Terre, tuttavia la multiciplità della stella ha corretto al ribasso i valori minimi, suggerendo una temperatura di almeno 229 K, mentre il raggio del pianeta potrebbe essere solo di poco superiore a quello terrestre, del 10%. Non è nota con precisione la massa del pianeta: secondo Torres che registra un'alta densità, quasi il doppio di quella terrestre; a un raggio 1,6 quello terrestre corrisponde una massa 7 volte quella del nostro pianeta, tuttavia se il suo raggio fosse di poco maggiore di quello terrestre, a pari densità la massa sarebbe solamente poco più del doppio di quella della Terra.
Il pianeta dista circa 24 milioni di chilometri dalla stella (0,16 UA) e si trova ben all'interno della zona abitabile conservativa, che significa che è improbabile che subisca un effetto serra incontrollato come è avvenuto ad esempio per Venere; il sistema solare ad esempio ha una zona abitabile conservativa che va da 0,99 a 1,69 UA, mentre la più estesa zona abitabile ottimistica è compresa tra 0,75 e 1,84 UA.
Il pianeta, che ruota in 38 giorni attorno alla stella, è molto probabilmente in rotazione sincrona con essa, data la sua vicinanza (0,17 UA), e presenta quindi un emisfero sempre illuminato e l'altro perennemente al buio. Una spessa atmosfera, probabile vista l'elevata massa del pianeta, potrebbe distribuire il calore in modo relativamente uniforme tra i due emisferi, consentendo di trattenere acqua liquida almeno in alcune regioni della superficie, come lungo i terminatori.
L'alta densità di Kepler-1652 b aumenta le possibilità di abitabilità del pianeta. L'abitabilità dei sistemi planetari delle nane rosse è ritenuta poco probabile dai sostenitori dell'ipotesi della rarità della Terra, per via della rotazione sincrona e dei violenti brillamenti a cui sono soggette questo tipo di stelle soprattutto nei primi miliardi di anni della loro vita e che potrebbero erodere l'atmosfera di un pianeta orbitante, compromettendone l'abitabilità. Un'alta densità suggerisce che il pianeta abbia un nucleo con abbondanza di ferro, che potrebbe generare un forte campo magnetico anche se il pianeta è in rotazione sincrona. Un forte campo magnetico potrebbe proteggere la superficie del pianeta in occasione dei brillamenti e delle espulsioni di massa coronale della stella, proteggendo eventuali forme di vita che si siano sviluppate sul pianeta. Inoltre, un'eventuale spessa atmosfera può proteggere dalle intense radiazioni ultraviolette emanate dalla stella durante i brillamenti.